# Flexploitation
Flexploitation ist eine Wortneuschöpfung von Pierre Bourdieu aus “flexibility” (Flexibilität) und “exploitation” (Ausbeutung). Sie wurde während des Kongresses Rencontres Européennes contre la Précarité in Grenoble im Dezember 1997 geprägt und seitdem in zahlreichen Veröffentlichungen verwendet, insbesondere von Kritikern als neoliberal bezeichneter Wirtschaftspolitik. Das Wort beschreibt den zweckrationalen Gebrauch der Unsicherheit von Arbeitsplätzen. Durch Produktionsverlagerungen in Billiglohngebiete, die insbesondere von multinationalen Konzernen praktiziert werden, entstehe eine verschärfte Konkurrenz zwischen Arbeitnehmern, die zu einer verstärkten Ausbeutung führe. Der Arbeitnehmer sei wegen der permanenten Sorge um den eigenen Arbeitsplatz gewillt, den Abbau von Arbeitnehmerrechten hinzunehmen. Flexploitation sei somit ein Ergebnis der Prekarisierung.